# William Beveridge
Pour les articles homonymes, voir William Beveridge (évêque) et Beveridge.
William Beveridge, 1er baron Beveridge de Tuggal, né le 5 mars 1879 à Rangpur (Raj britannique) et mort le 16 mars 1963  à Oxford (Royaume-Uni), est un économiste et homme politique britannique. Il fut directeur de la London School of Economics, une université britannique située à Londres.
Il est surtout connu pour son rapport parlementaire de novembre 1942 sur la sécurité sociale et les prestations connexes (Report to the Parliament on Social Insurance and Allied Services), plus connu sous le nom de « rapport Beveridge », qui fournit les bases de réflexion à l’instauration de l'État-providence par le gouvernement travailliste d’après-guerre.

## Jeunesse et débuts de carrière
William Beveridge est le dernier fils d’un juge de l’Indian Civil Service, né au Bengale en 1879. Après des études secondaires à la Charterhouse School, il étudie la littérature classique et les mathématiques à Oxford avec d'excellents résultats[réf. nécessaire]. Il commence une carrière dans le droit, qu'il abandonne au bout de quelques mois en 1902 pour travailler à temps plein dans une fondation charitable de l'Est de Londres, Toynbee Hall (cf : (en) ). À la fin de 1905, il devient journaliste au quotidien conservateur Morning Post, où il écrit sur les problèmes sociaux.
Il est présenté à Winston Churchill à la fin de 1907. Quand celui-ci est nommé « President of the Board of Trade (en) », c'est-à-dire ministre de l'Économie, dans le gouvernement libéral d’Herbert Henry Asquith (1908-1915), il recrute Beveridge. Devenu haut fonctionnaire, Beveridge contribue à la mise en place des services officiels de chômage, dont il prend la direction en 1909 ; il publie cette année-là Unemployment : A Problem of Industry. Ses idées influencent Lloyd George et mènent au vote du National Insurance Act de 1911, permettant aux chômeurs, sous certaines conditions, de percevoir une indemnité. Il recommande la mise en place d’un système de retraite pour les personnes âgées et d'un système de sécurité sociale. 
En 1919, il devient, grâce à l’entremise des socialistes de la Fabian society, directeur de la London School of Economics, poste qu’il occupe jusqu’en 1937 ; ses travaux portent alors essentiellement sur l'histoire des prix, notamment par le biais du Comité international d'histoire des prix, qu'il fonde en 1929, et aboutiront à la publication en 1939 de ses Prices and Wages in England from the 12th to the 19th Century.
Dans ses premiers écrits, Beveridge attribue le chômage aux fluctuations de la demande et à la mauvaise circulation de la main d'œuvre de secteur en secteur (chômage structurel) ainsi qu'au niveau trop élevé des salaires. À la suite des travaux keynésiens, il modifie son point de vue et explique la hausse du chômage par l'insuffisance de la demande effective (concept keynésien) et prône alors l'intervention de l'État pour parvenir au plein emploi.

## Le rapport Beveridge
En 1940, Ernest Bevin, le ministre du Travail, lui demande des recommandations sur la sécurité sociale, qui s’est jusqu’alors développée sans réelle cohérence. C’est donc logiquement que le gouvernement choisit l’année suivante Beveridge pour rédiger un rapport visant à proposer un modèle de reconstruction pour l’après-guerre.
Le rapport, intitulé Report to the Parliament on Social Insurance and Allied Services (« Rapport au Parlement sur la sécurité sociale et les prestations connexes »), généralement connu sous le nom de rapport Beveridge, est rendu public en novembre 1942. C'est pour le Royaume-Uni l'année la plus noire du conflit contre l'Axe. Ce rapport préconise que chaque citoyen en âge de travailler paye des cotisations sociales hebdomadaires, afin de profiter en retour de prestations en cas de maladie, chômage, retraite, etc. Beveridge pense que ce système permettra d’assurer un niveau de vie minimal en dessous duquel personne ne devrait tomber. Il s'agit de lutter contre ce que Beveridge appelle les « cinq grands maux » : pauvreté, insalubrité, maladie, ignorance et chômage. Afin de convaincre les conservateurs sceptiques, Beveridge explique que la prise en charge de la maladie et du problème des retraites, permettra à l'industrie nationale de bénéficier d’une productivité, et donc d’une compétitivité, accrues.
En 1944, il publia Full Employment in a Free society (« Du plein-emploi dans une société libre »), essai parfois qualifié de second rapport Beveridge[Par qui ?] qui énonce que la mise en place d’un système efficace de protection sociale requiert le plein-emploi. Il converge sur ce point avec les idées avancées par un autre économiste britannique, John Maynard Keynes.

## Fin de carrière
À la fin de la guerre, le Parti travailliste de Clement Attlee remporte les élections face au Premier ministre sortant, Winston Churchill. Le nouveau Premier ministre annonce alors la mise en place de l’État-providence, tel qu’il est décrit dans le premier rapport Beveridge de 1942. L'interventionnisme public ne prétend pas pour Beveridge abolir l'économie de marché mais au contraire garantir son meilleur fonctionnement pour améliorer le bien-être des individus.
En octobre 1944, Beveridge remporte largement une élection partielle de la circonscription de Berwick-upon-Tweed, provoquée par la mort à la guerre du jeune député libéral George Charles Grey, et est élu à la Chambre des communes pour le Parti libéral. Il est cependant défait dès juillet suivant par le conservateur Robert Thorp (en) lors des élections générales de 1945. En 1946, il est anobli et devient le premier baron Beveridge, de Tuggal dans le comté de Northumberland, puis prend la tête du groupe libéral à la Chambre des lords.
Il meurt le 16 mars 1963.